# Sebourg
Sebourg és un municipi francès, situat a la regió dels Alts de França, al departament del Nord. L'any 2006 tenia 1.813 habitants. Limita al nord amb Rombies-et-Marchipont, a l'est amb Honnelles, al sud-est amb Eth, al sud amb Jenlain i Wargnies-le-Grand, al sud-oest amb Curgies i a l'oest amb Estreux.

## Demografia
| 1962                                       | 1968  | 1975  | 1982  | 1990  | 1999  | 2006  |
| ------------------------------------------ | ----- | ----- | ----- | ----- | ----- | ----- |
| 1.301                                      | 1.374 | 1.525 | 1.556 | 1.661 | 1.759 | 1.813 |
| Des de 1962: població sense dobles comptes |       |       |       |       |       |       |

## Administració
| Període   | Identitat             | Partit |
| --------- | --------------------- | ------ |
| 1948-1960 | Eloi Lengrand         |        |
| 1960-1989 | Philibert Dassonville |        |
| 1989-2001 | Yvon Dehon            |        |
| 2001-     | Gérard Delmotte       | MoDem  |